# Парчев
Па̀рчев (на полски: Parczew) е град в Източна Полша, Люблинско войводство. Административен център е на Парчевски окръг, както и на градско-селската Парчевска община. Заема площ от 8,05 км2.